# George Stephanopoulos
George Robert Stephanopoulos (nascut el 10 de febrer de 1961) és un presentador de televisió nord-americà, comentarista polític i antic assessor demòcrata. Stephanopoulos actualment és un co-presentador amb Robin Roberts i Michael Strahan a l programa Good Morning America i presentador de This Week , el programa de notícies d'actualitat de diumenge al matí d'ABC.
Abans de la seva carrera com a periodista, Stephanopoulos va ser assessor del Partit Demòcrata del Estats Units. Al principi de la seva carrera ja va destacar com a director de comunicacions de la campanya presidencial de Bill Clinton de 1992 i posteriorment es va convertir en director de comunicacions de la Casa Blanca. Més tard va ser assessor sènior de polítiques i estratègia, abans de deixar aquestes feines a l'administració el desembre de 1996.
A finals d’agost de 2024 s'ha anunciat que serà el presentador del primer debat presidencial entre Kamala Harris i Donald Trump a la cadena ABC News, dimarts 10 de setembre.

## Inicis i educació
George Stephanopoulos va néixer a Fall River, Massachusetts, fill de Robert George Stephanopoulos i Nickolitsa "Nikki" Gloria (Chafos de nom de soltera). Els seus pares eren d'ascendència grega. El seu pare era un sacerdot grec ortodox i degà emèrit de la catedral arxidiocesana de la Santíssima Trinitat a la ciutat de Nova York. La seva mare va ser la directora del Servei Nacional de Notícies de l'Arxidiòcesi Ortodoxa Grega d'Amèrica durant molts anys.

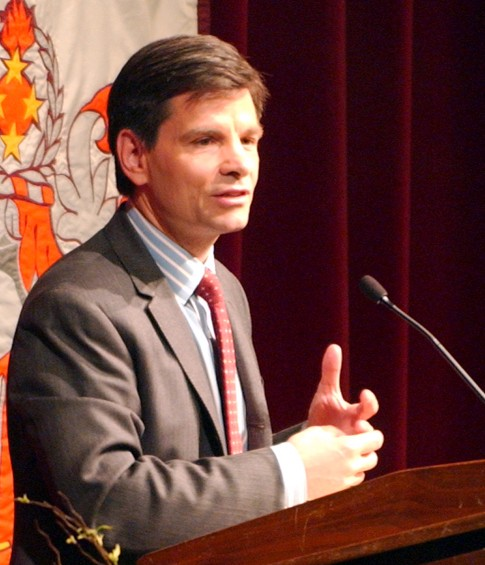
Stephanopoulos parlant a Virginia Tech el març de 2006.

Després d'un temps a Purchase, Nova York, Stephanopoulos es va traslladar als suburbis orientals de Cleveland, Ohio, on es va graduar el 1978 a l' Orange High School de Pepper Pike.
El 1982 Stephanopoulos va rebre una llicenciatura en ciències polítiques, qualificada amb summa cum laude, per la Universitat de Colúmbia a Nova York i va ser el Salutatorian de la seva promoció (títol acadèmic donat a Armènia, les Filipines i els Estats Units al segon graduat millor classificat de tota la promoció d'una disciplina específica, darrera del Valedictorian). Mentre estava a Columbia, va ser elegit per a Phi Beta Kappa el seu primer any i va rebre una beca Harry S. Truman. També va ser locutor esportiu per a l' emissora de ràdio de la universitat, 89.9 WKCR-FM. Com a estudiant, va viure a Carman Hall i East Campus.
Stephanopoulos va assistir al Balliol College a la Universitat d'Oxford a Anglaterra, com a becari Rhodes, i va obtenir un Màster en Teologia el 1984.

## Carrera política

### Primers treballs
Stephanopoulos va treballar a Washington, DC, com a ajudant del congressista demòcrata Ed Feighan d'Ohio. La seva feina incloïa redactar cartes, notes i discursos. Segons els informes disponibles, el seu sou era de 14.500 dòlars anuals. Més tard es va convertir en el cap de gabinet de Feighan.
El 1988 Stephanopoulos va treballar en la campanya presidencial dels Estats Units de Michael Dukakis. Ha dit algun cop que una de les seves atraccions a la campanya era que Dukakis era un liberal greco-americà de Massachusetts. Després de la campanya, Stephanopoulos es va convertir en assistent executiu de Dick Gephardt, líder de la majoria de la Cambra de Representants dels Estats Units. Va ocupar aquest càrrec fins que es va unir a la campanya de Clinton.

### Administració Clinton

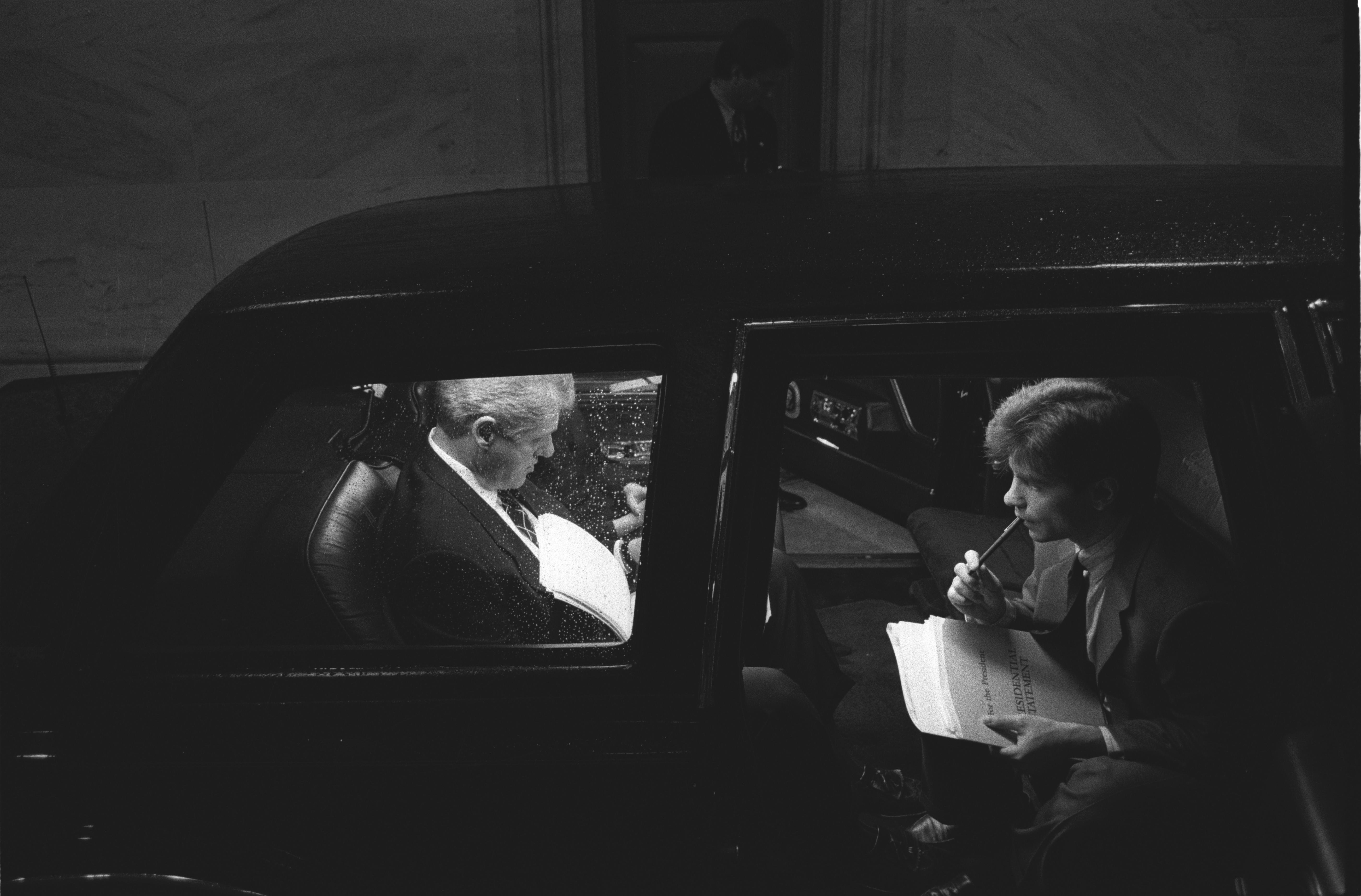
Stephanopoulos i el president Bill Clinton es preparen per al discurs sobre l'estat de la Unió el 1994.

Stephanopoulos va ser, amb David Wilhelm i James Carville, un membre destacat de la campanya presidencial de Clinton el 1992. El seu paper a la campanya es mostra al documental The War Room (1993), que va ser nominat al premi de l'Acadèmia al millor llargmetratge documental.
A l'administració Clinton, Stephanopoulos va exercir com a assessor principal de polítiques i estratègia. Les seves iniciatives es van centrar en la legislació delictiva, l'acció afirmativa i l'atenció sanitària. Segons els informes, el seu sou era de 125.000 dòlars anuals. Al començament de la presidència de Clinton, Stephanopoulos també va exercir com a secretari de premsa de facto, informant la premsa tot i que Dee Dee Myers era oficialment la secretària de premsa de la Casa Blanca. Stephanopoulos era considerat com un membre del cercle íntim de Bill Clinton.
El 1994, després que Paula Jones acusés Bill Clinton d'assetjament sexual, Stephanopoulos i James Carville van intentar desacreditar les seves acusacions contra Clinton. Tots dos van suggerir que Jones només buscava diners, amb la seva història. Stephanopoulos també va intentar, amb èxit, que la conferència de premsa de Jones no fos emesa per televisió. Stephanopoulos va trucar al periodista de la NBC Tim Russert, al president de la CNN, Tom Johnson, així com a diversos altres, als que va convèncer per de no emetre-la.
El 25 de febrer de 1994, Stephanopoulos i Harold Ickes van tenir una conferència amb Roger Altman per discutir l'elecció de la Resolution Trust Corporation de l'advocat republicà Jay Stephens per dirigir la investigació de Madison Guaranty, així com per discutir si Stephens podria ser destituït. La investigació de Madison Guaranty es convertiria més tard en la controvèrsia Whitewater.
El 1995, quan sortia d'un aparcament davant d'un restaurant al barri de Georgetown de Washington, DC, va tenir una col·lisió amb un vehicle estacionat. Stephanopoulos va ser arrestat i acusat d' haver abandonat el lloc d'un accident i de conduir amb el carnet i les matrícules caducats. El secretari de premsa de la Casa Blanca, Mike McCurry, va dir que el president Clinton li va dir a Stephanopoulos que "no es preocupés" per l'accident, però que renovés la llicència. Posteriorment es va retirar l'acusació d'abandonar el lloc de l'accident.
El 1999 Stephanopoulos i James Carville van ser demandats per difamació per Gennifer Flowers. Stephanopoulos havia fet comentaris sobre les seves al·legacions que havia tingut una aventura amb Bill Clinton. Va acusar-la de manipular la seva conversa gravada amb Clinton per fer que la seva història semblés inculpatòria. Stephanopoulos també va anomenar la història de Flowers "brossa de tabloide", "escombraries" i "porqueria". La demanda va ser desestimada perquè els seus comentaris no eren la base de la difamació.
Stephanopoulos va dimitir de l'administració Clinton poc després que Clinton fos reelegit el 1996. Stephanopoulos és considerat un dels primers a la Casa Blanca a reconèixer el dany que l'Escàndol Lewinsky podria causar a la presidència de Clinton.
Les seves memòries, All Too Human: A Political Education ("Massa humà: Una educació política", 1999), es van publicar després que abandonés la Casa Blanca durant el segon mandat de Clinton. Ràpidament es va convertir en número u a la llista de best-sellers del New York Times durant cinc setmanes. Al llibre, Stephanopoulos va parlar de la seva depressió i de com l'urticàriase li va estendre per tota la cara a causa de les pressions de transmetre el missatge de la Casa Blanca de Clinton. Clinton es va referir al llibre a la seva autobiografia, My Life, i hi va lamentar la pressió excessiva que va fer sobre el seu jove empleat.
El llibre de Stephanopoulos cobreix el seu temps amb Clinton des del dia que el va conèixer al setembre de 1991, fins al dia que Stephanopoulos va deixar la Casa Blanca el desembre de 1996, passant per dues campanyes presidencials i quatre anys a la Casa Blanca. Stephanopoulos descriu Clinton al llibre com un "home complicat que respon a les pressions i els plaers de la vida pública d'una manera que vaig trobar increïble i espantosa".

## Periodisme
Després d'abandonar la Casa Blanca al final del primer mandat de Clinton, Stephanopoulos es va convertir en analista polític d'ABC News i va exercir de corresponsal a This Week, el programa d'afers públics de diumenge al matí d'ABC; World News Tonight, l'emissió de notícies del vespre; Good Morning America, el informatiu matinal; juntament amb altres emissions especials diverses.
El setembre de 2002 Stephanopoulos es va convertir en l'amfitrió de This Week, i ABC News el va nomenar oficialment "Corresponsal en cap a Washington" el desembre de 2005. Al títol del programa s'hi va afegir el nom del nou amfitrió.
Quan va ser nomenat per a aquesta posició, Stephanopoulos no era nouvingut del tot al programa, i va imposar-se a panelistes de llarga durada i co-presentadors a curt termini Sam Donaldson i Cokie Roberts que, durant uns anys, van substituir breument l'amfitrió original, David Brinkley.
Segons se sap, els executius d'ABC News van oferir a Ted Koppel, antic presentador de Nightline, la feina d'amfitrió de This Week el 2005 després que les valoracions del programa el situaven reiteradament en un tercer, quart i, de vegades, cinquè lloc després dels competidors NBC, CBS, Fox i programes sindicats. Malgrat tot, This Week va guanyar a Meet the Press l'11 de gener de 2009, quan Stephanopoulos va entrevistar el president electe Barack Obama.
El 16 d'abril de 2008 Stephanopoulos va co-moderar, amb Charles Gibson, el vint-i-un, i finalment últim, debat presidencial del Partit Demòcrata entre el senador d'Illinois Barack Obama i la senadora de Nova York Hillary Clinton per al cicle electoral de 2008. Tot i que el debat va rebre valoracions rècords, els co-moderadors van ser molt criticats per centrar la major part de la primera hora del debat en les controvèrsies que es van produir durant la campanya més que en qüestions com l'economia i la guerra de l'Iraq. Stephanopoulos va reconèixer la validesa de les crítiques sobre l'ordre de les preguntes, però va dir que eren temes de la campanya que no havien estat tractats en debats anteriors.
Durant la campanya de les eleccions presidencials de 2008, Stephanopoulos va llançar el blog George's Bottom Line al lloc web d'ABC News, en el que escrivia sobre notícies i feia anàlisis polítiques des de Washington.
El desembre de 2009, el president d'ABC News, David Westin, va oferir a Stephanopoulos la feina de Diane Sawyer a Good Morning America després que Sawyer fos nomenada presentadora de World News. Stephanopoulos va acceptar la nova posició i va començar la co-presentació de GMA el 14 de desembre de 2009. Stephanopoulos va anunciar el 10 de gener de 2010 que aquella seria la seva darrera emissió com a presentador permanent de This Week No obstant això, després que la seva successora, Christiane Amanpour, abandonés el programa enmig de la caiguda de les audiències, es va anunciar que Stephanopoulos tornaria com a amfitrió de This Week el desembre de 2011. Va signar un acord per romandre amb ABC fins al 2021 per valor de 105 milions de dòlars.
El 7 de gener de 2012, Stephanopoulos va ser el co-moderador d'un debat entre Mitt Romney, Ron Paul i Rick Santorum. Durant el debat, Stephanopoulos va preguntar repetidament a Romney si l'antic governador de Massachusetts creia que la Cort Suprema dels Estats Units hauria d'anul·lar una sentència de 1965 que estableix que el dret constitucional a la privadesa impedeix als estats prohibir els anticonceptius Durant el debat, Romney va dir que era una pregunta absurda.
Després de la sortida de Diane Sawyer de <i>World News</i> a finals d'agost de 2014, Stephanopoulos va ser el presentador en cap d'ABC News del 2014 al 2020, tot i que va mantenir els seus papers a GMA i This Week. Stephanopoulos dirigeix una nova unitat de documentals per a les plataformes digitals de Disney i acull quatre especials d'una hora de màxima audiència a la cadena ABC anualment.

### Conferenciant
El 2009 Stephanopoulos va parlar al dinar anual de beques presidencials Tri-C celebrat al Renaissance Cleveland Hotel i va elogiar el Cuyahoga Community College.

### Altres empreses
George Stephanopoulos és el cofundador de les companyies de producció BedBy8 i George Stephanopoulos Productions. Aquestes empreses van produir Pretty Baby: Brooke Shields, Grand Knighthawk: Infiltrating the KKK, Power Trip: Those Who Seek Power and Those Who Chase Them, i Out of the Shadows: The Man Behind the Steele Dossier .

## Polèmiques

### Polèmica sobre préstecs immobiliaris
El 1994, el columnista Jack Anderson va informar que Stephanopoulos havia signat una compra immobiliària per 835.000 dòlars que consistia en un apartament de dues plantes, inclòs un minorista d'ulleres, amb una taxa de préstec per sota del mercat d'un banc propietat de Hugh McColl, qui havia estat elogiat pel president Clinton com "el banquer més il·lustrat d'Amèrica". Un oficial de préstecs comercials de NationsBank va dir que aquest préstec "no s'adaptava a la nostra matriu de productes", ja que els bancs solen oferir aquests préstecs només per a aquells clients amb molts mitjans i amb una taxa ajustable a curt termini. L'agent immobiliari de Stephanopoulos va explicar que "ningú que guanyés 125.000 dòlars anuals podria optar a la propietat sense la propietat comercial (com arrendament)". Un antic regulador bancari sènior va dir a Anderson: "Si el seu nom fos George Smith i no haguéssis treballat a la Casa Blanca, aquest préstec no s'hauria fet".
Pel que fa a la controvèrsia, NationsBank va afirmar: "El préstec descrit per Jack Anderson com un préstec comercial a George Stephanopoulos era, de fet, un préstec hipotecari residencial. En el moment en què es va prendre el compromís de préstec, el Sr. Anderson (o el seu imaginari 'George Smith' que 'no treballa a la Casa Blanca') podria haver entrat a qualsevol oficina d'Hipoteques de NationsBank a l'àrea del Districte de Colúmbia i haver rebut la mateixa tarifa i termini excel·lents per al mateix acord."
No obstant això, l'agent immobiliari de Stephanopoulos afirma que no hauria tingut els requisits per al préstec sense el lloguer de la propietat comercial. Una font de NationsBank afirma que l'emissió d'un préstec residencial en propietats d'ús mixt és una raresa que ni tan sols es s'especifica al "Resum del programa de la Corporació Hipotecaria de NationsBank" o al seu "Manual de polítiques de crèdit". Una nota de subscripció de NationsBank va revelar que una de les tres restriccions per a les propietats d'ús mixt és que "el prestatari ha de ser el propietari de l'entitat comercial". La font afirma que NationsBank va dir a l'agent de cotització que "No estem (interessats en propietats d'ús mixt), però volem fer aquest préstec en particular". El principal regulador de NationsBank en aquell moment era el Controlador de la Moneda Eugene Ludwig, un estudiós de Rhodes que va assistir a la Facultat de Dret de Yale amb el president Clinton, i a qui els congressistes demòcrates Henry B. Gonzalez i John Dingell havien demanat que investigués el NationsBank.

### Donacions benèfiques a la Fundació Clinton
Stephanopoulos va donar 25.000 dòlars el 2012, 2013 i 2014, un total de 75.000 dòlars, a la Fundació Clinton, però no va revelar les donacions a ABC News, el seu patró llavors, ni als seus espectadors. Stephanopoulos no va revelar les donacions ni tan sols el 26 d'abril de 2015, mentre entrevistava a Peter Schweizer, l'autor de Clinton Cash, un llibre que al·lega que les donacions a la Fundació van influir en algunes de les accions de Hillary Clinton com a secretària d'Estat. Després de l'exposició de les donacions per part de Politico el 14 de maig de 2015, Stephanopoulos es va disculpar i va admetre que hauria d'haver revelat les donacions a ABC News i als seus espectadors. La història va ser primícia de The Washington Free Beacon, que havia qüestionat ABC News sobre l'assumpte. Les donacions havien estat informades per la Fundació Clinton, cosa que Stephanopoulos havia considerat suficient, una explicació que ABC News va qualificar com "un error honest".
Basant-se en les donacions de Stephanopoulos a l'organització benèfica de la Fundació Clinton i el seu comportament durant entrevistes i debats presidencials anteriors, els líders i els candidats del Partit Republicà van expressar la seva desconfiança i van demanar que se li prohibís moderar els debats presidencials del 2016, a causa del biaix i el conflicte d'interessos. Va acceptar abandonar com a moderador del debat de les primàries presidencials republicanes previst per al febrer de 2016.
El mes anterior a la revelació de les seves donacions, Stephanopoulos va dir a Jon Stewart a The Daily Show que quan es donen diners a la Fundació Clinton, "tothom" sap que hi ha "l'esperança que això conduirà a alguna cosa, i per això has d'anar amb compte".

### Associació amb Jeffrey Epstein
El 2010, Stephanopoulos va assistir a un sopar a la casa de l'agressor sexual condemnat Jeffrey Epstein al costat de Chelsea Handler, Woody Allen, Katie Couric, Andreu de York, Charlie Rose i Eva Andersson-Dubin. Després de la detenció d'Epstein el juliol de 2019, la llista de convidats de la festa es va publicar en línia, i els assistents van rebre reaccions negatives. Stephanopoulos va negar ser amic d'Epstein, sent la festa l'única trobada amb ell.
Stephanopoulos va dir a The New York Times: "Aquell sopar va ser la primera i última vegada que el vaig veure, hauria d'haver fet més tecerca prèvia. Va ser un error anar-hi".

### Demanda de Donald Trump
El 19 de març de 2024, Donald Trump va presentar una demanda per difamació a Florida contra ABC News i Stephanopoulos per una suma no revelada per l'emissió del 10 de març de This Week, argumentant que Stephanopoulos va perjudicar la reputació de Trump a l'afirmar que va ser considerat responsable de violar l'escriptora E. Jean Carroll. El jutge que presidia el cas va declarar que el jurat va trobar que Trump va violar Carroll. El juliol de 2024, la jutge Cecilia Altonaga, que presidia la demanda presentada per Trump, va denegar una moció de desestimació de Stephanopoulos, trobant que la definició tècnica utilitzada pel jutge en el cas de Nova York no examinava les conclusions fetes pel jurat.

## En la cultura popular
En el quart episodi de la primera temporada de la sèrie de televisió de la NBC Friends, titulat "The One with George Stephanopoulos" i emès originalment el 13 d'octubre de 1994, les noies espien Stephanopoulos a l'altra banda del carrer, després que els van lliurar la seva pizza per accident.
Stephanopoulos va ser la inspiració per al personatge de Henry Burton a la novel·la Colors primaris de Joe Klein (1996). Burton va ser interpretat posteriorment per Adrian Lester en l'adaptació cinematogràfica de 1998. El personatge de Michael J. Fox, Lewis Rothschild, a la pel·lícula El president americà (1995), escrita per Aaron Sorkin, va ser modelat a partir de Stephanopoulos. També va ser utilitzat per Sorkin com a model per al personatge de Rob Lowe, Sam Seaborn, a la sèrie de televisió The West Wing. Segons Stephanopoulos, el seu paper a l'administració Clinton s'assemblava més al personatge de Bradley Whitford Josh Lyman que a Seaborn o Rothschild.
L'any 2000, va rivalitzar amb John F. Kennedy Jr. com a solter no hollywoodià més desitjable dels anys noranta, apareixent (juntament amb George Clooney) a la llista de "Més Volguts" de la revista People.
Stephanopoulos va aparèixer a l'episodi de Pawn Stars "Buy the Book", on va comprar una primera edició de For Whom the Bell Tolls d'Ernest Hemingway per 675 dòlars.
Stephanopoulos va tornar a la seva Alma Mater, la Universitat de Colúmbia, l'any 2003, fent de ponent principal al Class Day del Columbia College. El 2013, Stephanopoulos es va interpretar a si mateix a House of Cards i el 2014 es va interpretar a si mateix en un episodi de Agents of SHIELD Al setembre de 2016, Stephanopoulos va aparèixer en un segell postal grec d'1 € (1 euro), juntament amb altres grecoamericans notables.
El 2021, Stephanopoulos va ser interpretat per George H. Xanthis en dos episodis d' Impeachment: American Crime Story; la tercera temporada de la sèrie de televisió d'antologia de crims reals de FX American Crime Story.
El juliol de 2022, es va publicar l'episodi 4 de la temporada 1 de Loot, en què el personatge principal Molly Novak deia: "De vegades encenc les notícies i fingeixo que George Stephanopoulos és el meu marit".

## Vida privada
Stephanopoulos es va casar el 2001 amb Ali Wentworth, actriu, còmica i escriptora, a la catedral arxidiocesana de la Santíssima Trinitat a l'Upper East Side de Nova York. Tenen dues filles, una nascuda l'any 2002 i una altra nascuda l'any 2005.
Stephanopoulos va ser introduït a la meditació transcendental per Jerry Seinfeld. En una entrevista a Good Morning America, va dir: "Tots estem aquí perquè tots tenim alguna cosa en comú: tots practiquem la meditació transcendental... Crec que la gent no entén realment què és i quina diferència ha fet en les vides de les persones".

## Honors
El maig de 2007, Stephanopoulos va rebre un Doctorat Honoris Causa en Dret per St. John's University a la ciutat de Nova York.
Ha guanyat dos premis Emmy de notícies i documentals i n'ha estat nominat a 17 més.